# مسرحية الحسود السليط
مسرحية الحسود السليط هي المسرحية الثالثة لمارون النقاش  قام بعرضها عام 1853 في بيروت لبنان. كتبها النقاش على نسق مسرحيات الشاعر الفرنسي الشهير موليير.